# Gmina Adamów, Łuków County
Gmina Adamów là một gmina nông thôn (khu hành chính) ở huyện Łuków, Lublin Voivodeship, ở miền đông Ba Lan. Khu vực bầu cử của nó là làng Adamów, nằm cách Łuków khoảng 21 kilômét (13 mi) về phía tây nam và cách thủ phủ khu vực Lublin 60 km (37 mi) về phía bắc.
Gmina có diện tích 98,89 kilômét vuông (38,2 dặm vuông Anh)  và tính đến năm 2006, tổng dân số của nó là 5,801 cư dân.

## Gminas lân cận
Gmina Adamów giáp với gmina như Jeziorzany, Krzywda, Nowodwór, Serokomla, Ułęż và Wojcieszków.

## Làng
Các gmina bao gồm các làng sau đây với tình trạng là các sołectwo: Adamów (chia thành 2 sołectwos: Adamów I và Adamów II), Budziska, Dąbrówka, Ferdynandów, Gułów, Helenów, Hordzieżka, Kalinowy Dol, Konorzatka, Lipiny, Sobiska, Turzystwo, Władysławów, Wola Gułowska, Zakępie và Żurawiec.
Có một ngôi làng không có tình trạng sołectwo: Natalin, thuộc về sołectwo của Żurawiec.